# Peter Nkomo
Peter Nkomo (24 novembre 1961) è un ex calciatore ed ex giocatore di calcio a 5 zimbabwese.

## Carriera
Come massimo riconoscimento in carriera vanta la partecipazione, con la Nazionale di calcio a 5 dello Zimbabwe, al FIFA Futsal World Championship 1989 nel quale la selezione africana non ha superato il primo turno, affrontando Stati Uniti, Italia e Australia.